# شرایط بحرانی (فیلم ۱۹۸۷)
شرایط بحرانی (به انگلیسی: Critical Condition) فیلمی محصول سال ۱۹۸۷ و به کارگردانی مایکل اپتد است. در این فیلم بازیگرانی همچون ریچارد پرایر، ریچل تیکوتین، روبن بلیدز، جو مانتگنا، باب دیشی، سیلویا مایلز، جو دالساندرو، راندال تکس کوب، باب سگت، جان پولیتو، گرت موریس، برایان تارانتینا، رالف دی. بود و وسلی اسنایپس ایفای نقش کرده‌اند.